# William A. Petri
William Arthur Petri, Jr. (* 25. Dezember 1955 in Washington, D.C.) ist ein US-amerikanischer Epidemiologie und Mikrobiologie an der University of Virginia.
Petri studierte zunächst an der University of Wisconsin–Madison Chemie (ohne Abschluss), erwarb dann an der University of Virginia (UVA) 1980 einen Ph.D. in Mikrobiologie und 1982 einen M.D. als Abschluss des Medizinstudiums. Die Facharztausbildung in Innerer Medizin absolvierte er an der Case Western Reserve University, bevor er 1985 an die UVA zurückkehrte, wo er eine Weiterbildung zum Infektiologen absolvierte und 1988 eine erste Professur sowie 1996 eine ordentliche Professur erhielt. Stand 2022 hat Petri an der UVA Professuren für Innere Medizin und Mikrobiologie beziehungsweise für Epidemiologie inne.
Petri ist vor allem für seine Beiträge zur Aufklärung der Mechanismen bekannt, mit denen bestimmte Erreger wie Amöben (insbesondere Entamoeba histolytica) das Immunsystem der Darmschleimhaut überwinden können. Diese Erkenntnisse trugen zur Entwicklung neuartiger Diagnose- und Therapieprinzipien bei Durchfallerkrankungen und Mangelernährung bei. Für diese Forschung und für seine Beiträge zur Entwicklung von Impfstoffen gegen Poliomyelitis und Rotaviren erhielt er namhafte Fördergelder der Bill & Melinda Gates Foundation. Jüngere Arbeiten Petris befassen sich auch mit der Immunantwort auf COVID-19. Er machte sich während der COVID-19-Pandemie in den Vereinigten Staaten um die Aufklärung eines Laienpublikums verdient und ist Co-Autor eines Lehrbuchs der Parasitologie. William A. Petri hat laut Google Scholar einen h-Index von 101, laut Datenbank Scopus einen von 78 (jeweils Stand Januar 2022).
1999 erhielt Petri den Oswald Avery Award der Infectious Diseases Society of America, 2021 den Maxwell Finland Award der US-amerikanischen National Foundation for Infectious Diseases. 2003 war er Präsident der American Society of Tropical Medicine an Hygiene.
Petri ist mit der Ärztin Mary Ann McDonald verheiratet. Das Paar hat fünf Kinder.